# Освајачи олимпијских медаља у брдском бициклизму
Брдски бициклизам на Летњим олимпијским играма дебитовао је 1996. на играма у Атланти у виду крос-кантри трке. Следећа листа презентује све освајаче златних, сребрних и бронзаних медаља на Олимпијским играма у брдском бициклизму.

## Мушкарци

### Крос-кантри
| Игре                 |                             |                               |                                 |
| 1996. Атланта        | Барт Брентјенс · Холандија  | Томас Фришкнехт · Швајцарска  | Мигел Мартинез · Француска      |
| 2000. Сиднеј         | Мигел Мартинез · Француска  | Филип Мејрхеге · Белгија      | Кристоф Заузер · Швајцарска     |
| 2004. Атина          | Жилијен Абсалон · Француска | Хосе Антонио Ермида · Шпанија | Барт Брентјенс · Холандија      |
| 2008. Пекинг         | Жилијен Абсалон · Француска | Жан-Кристоф Перо · Француска  | Нино Шуртер · Швајцарска        |
| 2012. Лондон         | Јарослав Кулхави · Чешка    | Нино Шуртер · Швајцарска      | Марко Аурелио Фонтана · Италија |
| 2016. Рио де Жанеиро | Нино Шуртер · Швајцарска    | Јарослав Кулхави · Чешка      | Карлос Колома Николас · Шпанија |
| 2020. Токио          |                             |                               |                                 |

## Жене

### Крос-кантри
| Игре                 |                                 |                             |                                            |
| 1996. Атланта        | Паола Пецо · Италија            | Елисон Сајдор · Канада      | Сузан де Матеи · Сједињене Америчке Државе |
| 2000. Сиднеј         | Паола Пецо · Италија            | Барбара Блатер · Швајцарска | Маргарита Фуљана · Шпанија                 |
| 2004. Атина          | Гун-Рита Дале-Флесјо · Норвешка | Мари Елен-Премон · Канада   | Сабина Шпиц · Немачка                      |
| 2008. Пекинг         | Сабина Шпиц · Немачка           | Маја Влошћовска · Пољска    | Ирина Калентјева · Русија                  |
| 2012. Лондон         | Жули Бресе · Француска          | Сабина Шпиц · Немачка       | Џорџија Гулд · Сједињене Америчке Државе   |
| 2016. Рио де Жанеиро | Јени Рисведс · Шведска          | Маја Влошћовска · Пољска    | Кетрин Пендрел · Канада                    |
| 2020. Токио          |                                 |                             |                                            |